# Paul H. McGillicuddy

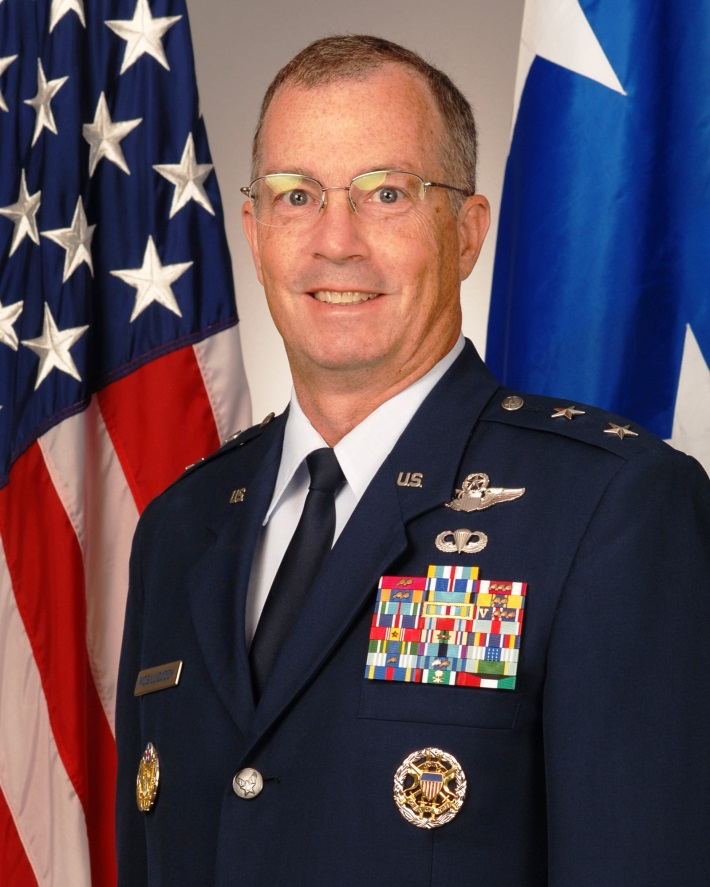
Paul H. McGillicuddy (2013)

Paul H. McGillicuddy (* um 1962) ist ein pensionierter Generalmajor der United States Air Force. Er war unter anderem Stabschef und stellvertretender Kommandeur der Pacific Air Forces.
Im Jahr 1984 absolvierte er die United States Air Force Academy in Colorado Springs. Nach seiner Graduation wurde er als Leutnant in das Offizierskorps der Air Force aufgenommen. In der Folge durchlief er alle Offiziersgrade vom Leutnant bis zum Zwei-Sterne-General.
Im Lauf seiner militärischen Karriere absolvierte er verschiedene Kurse und Schulungen. Dazu gehörten unter anderem eine Ausbildung zum Kampfpiloten und weitere Fortbildungskurse als Pilot neuer Flugzeugtypen; die Squadron Officer School (über einen Fernkurs); das Air Command and Staff College auf der Maxwell Air Force Base in Alabama; das Industrial College of the Armed Forces in Fort Lesley J. McNair in Washington, D.C.; das Leadership Development Program beim Center for Creative Leadership in Saint Petersburg in Florida und der Joint Force Air Component Commander Course auf der Maxwell AFB. Außerdem erhielt er akademische Grade von der Troy University und der University of North Carolina at Chapel Hill.
In seinen frühen Jahren als Offizier der Luftwaffe war er an verschiedenen Stützpunkten in den Vereinigten Staaten stationiert. Dabei war er als Pilot, Flugausbilder oder Stabsoffizier bei unterschiedlichen Einheiten tätig. Dazwischen absolvierte er die erwähnten Schulungen. Vor seiner Ernennung zum Oberst am 1. Juni 2005 war er drei Mal außerhalb der Vereinigten Staaten stationiert. Zwischen April 1990 und Juni 1992 war er Ausbildungspilot bei der 493. Kampfschwadron, die auf der Royal Air Force Base Lakenheath in England stationiert war. Von August 1995 bis zum Juli 1997 war er auf der Ramstein Air Base in Deutschland Stabsoffizier im Hauptquartier der United States Air Forces in Europe. Zwischen Januar 1999 und Januar 2000 war er auf der Kunsan Air Base in Südkorea Inspekteur beim 8. Kampfgeschwader (8th Fighter Wing).
Zwischen August 2005 und August 2008 war Paul H. McGillicuddy auf der Maxwell AFB stationiert. Bis zum März 2007 war er dort stellvertretender Kommandeur des 42. Basisgeschwaders (42nd Air Base Wing). Danach erhielt er dessen Kommando. Anschließend wurde er zum Stab des Hauptquartiers der Luftwaffe versetzt. Dort bekleidete er bis zum April 2010 verschiedene Aufgaben als Stabsoffizier. Daran schloss sich eine Versetzung zur Beale Air Force Base in Kalifornien an. Dort kommandierte er zwischen April 2010 und Mai 2012 das 9. Aufklärungsgeschwader (9th Reconnaissance Wing).
Daran schloss sich eine Versetzung auf die Al Dhafra Air Base in den Vereinigten Arabischen Emirate an. Dort kommandierte Paul McGillicuddy zwischen Juni 2012 und Juli 2013 das 380. Expeditionsgeschwader (380th Air Expeditionary Wing). Danach wurde er zur Hickham Air Force Base auf Hawaii versetzt. Bis zum April 2014 war er dort Stabschef der Pacific Air Forces. In den Monaten Juli und August 2013 kommandierte er zusätzlich die ebenfalls auf der Hickham AFB ansässige 13. Expeditionsluftflotte. Im April 2014 wurde er stellvertretender Kommandeur der Pacific Air Forces. Diesen Posten bekleidete er bis zu seiner Pensionierung im Mai 2015.
Während seiner aktiven Zeit als Militärpilot absolvierte er über 3600 Flugstunden auf verschiedenen Flugzeugtypen.

## Daten der Beförderungen
| Abzeichen | Rang               | Jahr              |
| --------- | ------------------ | ----------------- |
|           | Second Lieutenant  | 30. Mai 1984      |
|           | First Lieutenant   | 30. Mai 1986      |
|           | Captain            | 30. Mai 1988      |
|           | Major              | 1. April 1996     |
|           | Lieutenant Colonel | 1. Juli 1999      |
|           | Colonel            | 1. Juni 2005      |
|           | Brigadier General  | 2. August 2010    |
|           | Major General      | 15. November 2013 |

## Orden und Auszeichnungen
Paul McGillicuddy erhielt im Lauf seiner militärischen Laufbahn unter anderem folgende Auszeichnungen:
- Defense Superior Service Medal
- Legion of Merit
- Distinguished Flying Cross
- Meritorious Service Medal
- Air Medal
- Aerial Achievement Medal
- Air Force Commendation Medal
- Joint Service Achievement Medal